# 林茨乡村县

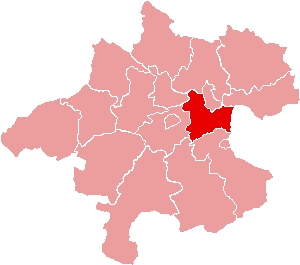
林茨乡村县在上奥地利州的位置

林茨乡村县（德語：Bezirk Linz-Land）是奥地利上奥地利州所辖的一个县。总面积460.3平方公里，总人口138721，人口密度301人/平方公里（2011年）。行政中心位于林茨。

## 行政区域
林茨乡村县辖有22个市镇。